# Sainte-Marie-en-Chaux
Sainte-Marie-en-Chaux là một xã ở tỉnh Haute-Saône trong vùng Franche-Comté phía đông nước Pháp.